# Klub záhad
Klub záhad je knižní série od Thomase Breziny. Je složená z 22[zdroj?] knih. Vydalo je nakladatelství Fragment.

## Díly
1. Pomsta hraběte Gundolfa
2. Muž s ledovýma očima
3. Neviditelná bestie
4. Démon ticha
5. Upíří rakev
6. Loď duchů
7. Ostrov náhrobků
8. Úkryt posledního vlkodlaka
9. Škola hrůzy
10. Noc oživlých mumií
11. Dům příšer
12. Město přízraků
13. Zloděj mrtvol
14. Zombie z jeskyně
15. Zámek přízraků
16. Tajemství stříbrných vlků
17. Kluk ze záhrobí
18. Přízraky bez tváře
19. Děsivé tajemství
20. Smrtící souboj
21. Nestvůra z dračího jezera
22. Úkryt hraběte Drákuly